# Reprezentacja Wysp Owczych w piłce wodnej mężczyzn
Reprezentacja Wysp Owczych w piłce wodnej mężczyzn – zespół, biorący udział w imieniu Wysp Owczych w meczach i sportowych imprezach międzynarodowych w piłce wodnej, powoływany przez selekcjonera, w którym mogą występować wyłącznie zawodnicy posiadający obywatelstwo farerskie. Za jej funkcjonowanie odpowiedzialny jest Farerski Związek Pływacki (SSF), który jest członkiem Międzynarodowej Federacji Pływackiej.

## Historia
Reprezentacja Wysp Owczych rozegrała swój pierwszy oficjalny mecz w eliminacjach do Mistrzostw Europy.

## Udział w turniejach międzynarodowych

### Igrzyska olimpijskie
Reprezentacja Wysp Owczych żadnego razu nie występowała na Igrzyskach Olimpijskich.

### Mistrzostwa świata
Dotychczas reprezentacji Wysp Owczych żadnego razu nie udało się awansować do finałów MŚ.

### Puchar świata
Wyspy Owcze żadnego razu nie uczestniczyły w finałach Pucharu świata.

### Mistrzostwa Europy
Farerskiej drużynie żadnego razu nie udało się zakwalifikować do finałów ME.